# 馬努耶爾貝爾格拉諾縣

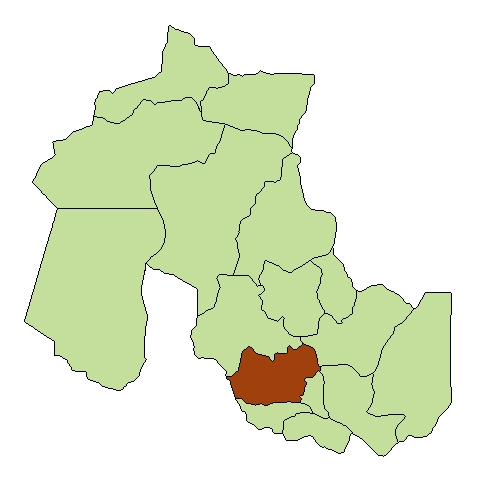

24°11′13″S 65°17′57″W / 24.18694°S 65.29917°W
馬努耶爾貝爾格拉諾縣（西班牙語：Departamento Doctor Manuel Belgrano），是阿根廷的縣份，位於該國西北部胡胡伊省，首府設於聖薩爾瓦多-德胡胡伊，始建於1899年11月26日，面積1,917平方公里，2010年人口265,249，人口密度每平方公里138.37人。